# المناقب الجليلة (كتاب)

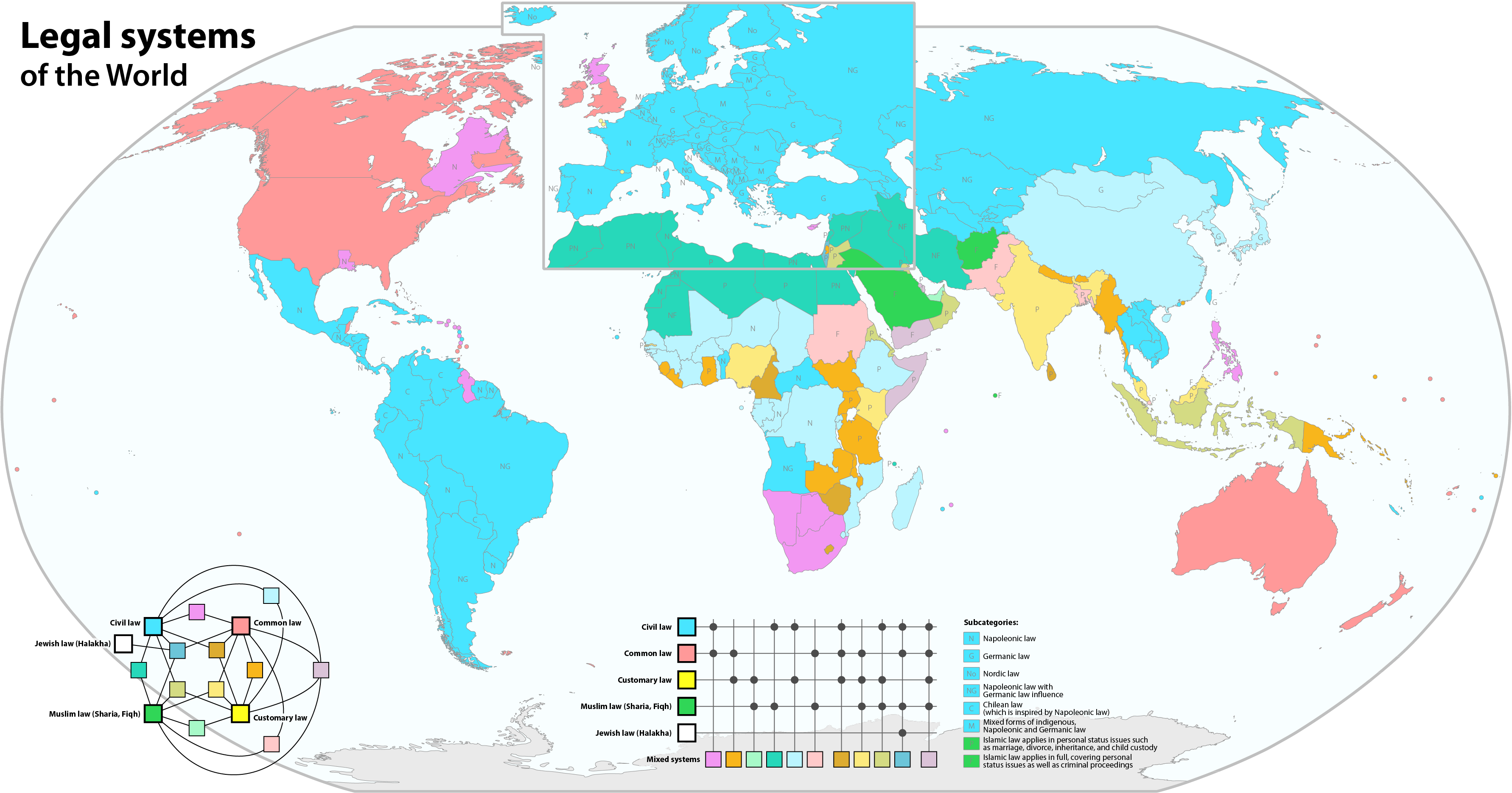
النظم القانونية في العالم

المناقب الجليلة هو كتاب في الفقه الإسلامي كتبه العالم الإسلامي في القرن العشرين، محمد عبد الغفور حزارفي. يتناول هذا الكتاب مراعاة الشعائر والأخلاق والتشريعات الاجتماعية في الإسلام، وفقًا للمذهب الحنفي، ونُشر في 9 مجلدات.

## وصف الكتاب
ينقسم الكتاب إلى تسعة مجلدات ويتكون من ستة آلاف صفحة. يحتوي كل قسم على موضوع مميز. رُتّبت الموضوعات داخل كل قسم إلى حد مشابه بترتيب الوحي. وتشمل المجلدات التسعة:
1. الفقه الإسلامي
2. الجوانب السياسية للإسلام
3. فقه الزواج الإسلامي
4. الفقه العسكري الإسلامي
5. فقه الميراث الإسلامي
6. الفقه الصحي الإسلامي
7. الفقه الجنائي الاسلامي
8. الفقه الاقتصادي الإسلامي
9. آداب الإسلام